# Konstantinos Mitroglou
Konstantinos Mitroglou (græsk: Κωνσταντίνος Μήτρογλου, født 12. marts 1988 i Kavala, Grækenland) er en græsk fodboldspiller (angriber), der  blandt andet  har spillet for Galatasaray SK i Tyrkiet.

## Karriere
Mitroglou startede sin seniorkarriere i tysk fodbold hos Borussia Mönchengladbach, hvor han også havde spillet som ungdomsspiller. I 2007 rejste han hjem til den græske storklub Olympiakos, hvor han var med til at vinde fire græske mesterskaber.

### Fulham F.C.
Den 31. januar 2014 blev Mitroglou solgt for 12 millioner britiske pund til Fulham i den engelske Premier League.

#### Olympiakos F.C. (leje)
Mitroglou vendte tilbage til Olympiakos den 31. august 2014 på et sæsonlangt lån. Han fik sin debut den 13. september, da han blev skiftet ind i stedet for Dimitris Diamantakos i det 55. minut i 3-0-sejren over OFI Crete. Tre dage senere scorede han sejrsmålet i 3-2-sejen over Atlético Madrid i gruppespillet i Champions League.

#### S.L. Benfica (leje)
Mitroglou skrev den 6. august 2015 under på en kontrakt gældende for resten af sæsonen med de portugisiske mestre, Benfica. Han fik sin debut tre dage senere, da han blev skiftet ind i stedet for Andreas Samaris 18 minutter før tid i 0-1-nederlaget til Sporting CP i Supertaça Cândido de Oliveira 2015 på Estádio Municipal de Aveiro. I sæsonens første kamp i Primeira Liga fik Mitroglou sin debut i ligaen imod Estoril, hvor han desuden scorede i 4-0-sejen på Estádio da Luz.

## International karriere
Mitroglou står (pr. april 2018) noteret for 59 kampe og 16 scoringer for det græske landshold, som han debuterede for 14. november 2009 i en VM-kvalifikationskamp på hjemmebane mod Ukraine. Han repræsenterede sit land ved både EM i 2012 og VM i 2014.